# Le Film d'Art
Le Film d'Art è stata una casa di produzione cinematografica francese attiva agli inizi del XX secolo.

## Storia
Nel 1908, Paul Laffitte fondò, su sollecitazione dei membri della Comédie-Française, Le Film d'Art per garantire la produzione di film che rappresentassero scene storiche, mitologiche o adattamenti teatrali filmate da autori autentici e famosi
Lo scopo principale della creazione di questa società fu quello di allargare il pubblico del cinema (anche se assai popolare) agli strati più colti della popolazione e fare del film «il grande educatore del popolo». Vittima della sua reputazione per la mostra fiera, il cinema, al momento uno spettacolo che devierà il pubblico del teatro e quello dell'opera. Per portarli al cinema, Le Film d'Art ricorse ad attori e registi di teatro.
La sera del 17 novembre 1908, con la proiezione de L'Assassinat du duc de Guise, secondo Georges Sadoul vi fu  «uno spartiacque nella storia del cinema». Il film, scritto da Henri Lavedan e diretto da André Calmettes e Charles Le Bargy, ricevette un'accoglienza entusiasta dal pubblico.
Come L'Assassinat du duc de Guise, i film più famosi furono rievocazioni o "grandi temi": Il bacio di Giuda ( Le Baiser de Judas; 1909) diretto da André Calmettes e Armand Bour, Il ritorno di Ulisse (Le retour d'Ulysse ; 1909) diretto da André Calmettes e Charles Le Bargy, La regina Elisabetta (La Reine Élisabeth; 1912) interpretato da Sarah Bernhardt e diretto da Louis Mercanton, I miserabili (Les Misérables; 1913) di Albert Capellani ispirato all'omonimo romanzo di Victor Hugo, etc.
Le attività durarono fino agli inizi degli anni venti.